# Nowa Święta (stacja kolejowa)
Nowa Święta – nieczynna stacja kolejowa w Nowej Świętej na linii kolejowej Świecie nad Wisłą - Złotów, w województwie wielkopolskim.